# Würnsreuth
Würnsreuth ist ein Gemeindeteil von Seybothenreuth im Landkreis Bayreuth (Oberfranken, Bayern). Würnsreuth liegt in der Gemarkung Seybothenreuth.

## Geografie
Beim Dorf entspringt der Lainbach, ein rechter Zufluss der Ölschnitz. Eine Gemeindeverbindungsstraße führt zur Bundesstraße 22 (0,7 km nordöstlich) bzw. nach Unterölschnitz zur Kreisstraße BT 17 (2,4 km südwestlich). Eine weitere Gemeindeverbindungsstraße führt nach Seybothenreuth (1,3 km östlich).

## Geschichte
Gegen Ende des 18. Jahrhunderts bestand Würnsreuth aus 9 Anwesen (6 Halbhöfe, 1 zerschlagener Halbhof, 1 Halbhof mit Zapfenschenkgerechtigkeit, 1 Tropfhaus). Die Hochgerichtsbarkeit stand dem bayreuthischen Stadtvogteiamt Bayreuth zu. Die Dorf- und Gemeindeherrschaft sowie die Grundherrschaft über sämtliche Anwesen hatte das Hofkastenamt Bayreuth.
Von 1797 bis 1810 unterstand der Ort dem Justiz- und Kammeramt Bayreuth. Mit dem Gemeindeedikt wurde Würnsreuth dem 1812 gebildeten Steuerdistrikt Seybothenreuth zugewiesen. Zugleich entstand die Ruralgemeinde Würnsreuth. Sie war in Verwaltung und Gerichtsbarkeit dem Landgericht Weidenberg zugeordnet und in der Finanzverwaltung dem Rentamt Bayreuth. Mit dem Gemeindeedikt von 1818 erfolgte die Eingemeindung nach Seybothenreuth.

### Einwohnerentwicklung
| Jahr      | 001818 | 001861 | 001871 | 001885 | 001900 | 001925 | 001950 | 001961 | 001970 | 001987 |
| Einwohner | 58     | 80     | 98     | 100    | 103    | 88     | 116    | 124    | 125    | 99     |
| Häuser    | 10     |        |        | 15     | 16     | 15     | 15     | 19     |        | 23     |
| Quelle    | [ 6 ]  | [ 9 ]  | [ 10 ] | [ 11 ] | [ 12 ] | [ 13 ] | [ 14 ] | [ 15 ] | [ 16 ] | [ 1 ]  |

## Religion
Würnsreuth ist evangelisch-lutherisch geprägt und nach St. Veronika (Birk) gepfarrt.